# Eliminatórias da Copa do Mundo FIFA de 1966
Um total de 74 times se inscreveu para as Eliminatórias da Copa do Mundo FIFA de 1966, competindo por um total de 16 vagas na fase final. A  Inglaterra, como país-sede, e o  Brasil, como defensores do título, se classificaram automaticamente, deixando 14 vagas.
As 16 vagas disponíveis na Copa do Mundo de 1966 seriam distribuídos entre as zonas continentais da seguinte maneira:
- Europa (UEFA): 10 vagas, 1 delas iria à Inglaterra que se classificou automaticamente, enquanto as outras 9 vagas foram disputadas por 32 times (incluindo Israel e Síria).
- América do Sul (CONMEBOL): 4 vagas, 1 delas iria ao Brasil que se classificou automaticamente, enquanto as outras 3 vagas foram disputadas por 9 times.
- América do Norte, América Central e Caribe (CONCACAF): 1 vaga disputada por 10 times.
- África (CAF) e Ásia (AFC): 1 vaga disputada por 21 times (incluindo a Austrália, da Oceania).

Um total de 51 times jogaram pelo menos uma partida das Eliminatórias. Um total de 127 partidas foram disputadas com 393 gols marcados (uma média de 3,09 por jogo).
Abaixo estão as datas e resultados das eliminatórias.

## Europa
Os 32 times foram divididos em 9 grupos de 3 ou 4 times cada (quatro grupos com 3 times e cinco grupos com 4 times) que se enfrentariam em jogos de ida e volta. O campeão do grupo se classfica.

### UEFA - Grupo 1
| 9 de maio 1965 | Bélgica | 1–0 | Israel | Bruxelas |
|                |         |     |        |          |

| 13 de junho 1965 | Bulgária | 4–0 | Israel | Sofia |
|                  |          |     |        |       |

| 26 de setembro 1965 | Bulgária | 3–0 | Bélgica | Sofia |
|                     |          |     |         |       |

| 27 de outubro 1965 | Bélgica | 5–0 | Bulgária | Bruxelas |
|                    |         |     |          |          |

| 10 de novembro 1965 | Israel | 0–5 | Bélgica | Ramat Gan |
|                     |        |     |         |           |

| 21 de novembro 1965 | Israel | 1–2 | Bulgária | Ramat Gan |
|                     |        |     |          |           |

| Pos. | Time     | Pts | J | V | E | D | GP | GC |
| ---- | -------- | --- | - | - | - | - | -- | -- |
| 1=   | Bélgica  | 6   | 4 | 3 | 0 | 1 | 11 | 3  |
| 1=   | Bulgária | 6   | 4 | 3 | 0 | 1 | 9  | 6  |
| 3    | Israel   | 0   | 4 | 0 | 0 | 4 | 1  | 12 |

Bélgica e Bulgária empataram nos pontos e um jogo desempate foi jogado em campo neutro para definir quem ficaria com a vaga.
| 29 de dezembro 1965 | Bulgária | 2–1 | Bélgica | Florença |
|                     |          |     |         |          |

- Classificada: Bulgária

### UEFA - Grupo 2
| 4 de novembro 1964 | Alemanha Ocidental | 1–1 | Suécia | Berlim |
|                    |                    |     |        |        |

| 24 de abril 1965 | Alemanha Ocidental | 5–0 | Chipre | Karlsruhe |
|                  |                    |     |        |           |

| 5 de maio 1965 | Suécia | 3–0 | Chipre | Norrköping |
|                |        |     |        |            |

| 26 de setembro 1965 | Suécia | 1–2 | Alemanha Ocidental | Estocolmo |
|                     |        |     |                    |           |

| 7 de novembro 1965 | Chipre | 0–5 | Suécia | Famagusta |
|                    |        |     |        |           |

| 14 de novembro 1965 | Chipre | 0–6 | Alemanha Ocidental | Nicósia |
|                     |        |     |                    |         |

| Pos. | Time               | Pts | J | V | E | D | GP | GC |
| ---- | ------------------ | --- | - | - | - | - | -- | -- |
| 1    | Alemanha Ocidental | 7   | 4 | 3 | 1 | 0 | 14 | 2  |
| 2    | Suécia             | 5   | 4 | 2 | 1 | 1 | 10 | 3  |
| 3    | Chipre             | 0   | 4 | 0 | 0 | 4 | 0  | 19 |

- Classificada: Alemanha Ocidental

### UEFA - Grupo 3
| 20 de setembro 1964 | Iugoslávia | 3–1 | Luxemburgo | Belgrado |
|                     |            |     |            |          |

| 4 de outubro 1964 | Luxemburgo | 0–2 | França | Luxemburgo |
|                   |            |     |        |            |

| 8 de novembro 1964 | Luxemburgo | 0–2 | Noruega | Luxemburgo |
|                    |            |     |         |            |

| 11 de novembro 1964 | França | 1–0 | Noruega | Paris |
|                     |        |     |         |       |

| 18 de abril 1965 | Iugoslávia | 1–0 | França | Belgrado |
|                  |            |     |        |          |

| 27 de maio 1965 | Noruega | 4–2 | Luxemburgo | Throndheim |
|                 |         |     |            |            |

| 16 de junho 1965 | Noruega | 3–0 | Iugoslávia | Oslo |
|                  |         |     |            |      |

| 15 de setembro 1965 | Noruega | 0–1 | França | Oslo |
|                     |         |     |        |      |

| 19 de setembro 1965 | Luxemburgo | 2–5 | Iugoslávia | Luxemburgo |
|                     |            |     |            |            |

| 9 de outubro 1965 | França | 1–0 | Iugoslávia | Paris |
|                   |        |     |            |       |

| 6 de novembro 1965 | França | 4–1 | Luxemburgo | Marselha |
|                    |        |     |            |          |

| 7 de novembro 1965 | Iugoslávia | 1–1 | Noruega | Belgrado |
|                    |            |     |         |          |

| Pos. | Time       | Pts | J | V | E | D | GP | GC |
| ---- | ---------- | --- | - | - | - | - | -- | -- |
| 1    | França     | 10  | 6 | 5 | 0 | 1 | 9  | 2  |
| 2    | Noruega    | 7   | 6 | 3 | 1 | 2 | 10 | 5  |
| 3    | Iugoslávia | 7   | 6 | 3 | 1 | 2 | 10 | 8  |
| 4    | Luxemburgo | 0   | 6 | 0 | 0 | 6 | 6  | 20 |

- Classificada: França

### UEFA - Grupo 4
| 24 de janeiro 1965 | Portugal | 5–1 | Turquia | Lisboa |
|                    |          |     |         |        |

| 19 de abril 1965 | Turquia | 0–1 | Portugal | Ancara |
|                  |         |     |          |        |

| 25 de abril 1965 | Tchecoslováquia | 0–1 | Portugal | Bratislava |
|                  |                 |     |          |            |

| 2 de maio 1965 | Romênia | 3–0 | Turquia | Bucareste |
|                |         |     |         |           |

| 30 de maio 1965 | Romênia | 1–0 | Tchecoslováquia | Bucareste |
|                 |         |     |                 |           |

| 13 de junho 1965 | Portugal | 2–1 | Romênia | Lisboa |
|                  |          |     |         |        |

| 19 de setembro 1965 | Tchecoslováquia | 3–1 | Romênia | Praga |
|                     |                 |     |         |       |

| 9 de outubro 1965 | Turquia | 0–6 | Tchecoslováquia | Istanbul |
|                   |         |     |                 |          |

| 23 de outubro 1965 | Turquia | 2–1 | Romênia | Ancara |
|                    |         |     |         |        |

| 31 de outubro 1965 | Portugal | 0–0 | Tchecoslováquia | Porto |
|                    |          |     |                 |       |

| 21 de novembro 1965 | Tchecoslováquia | 3–1 | Turquia | Brno |
|                     |                 |     |         |      |

| 19 de setembro 1965 | Romênia | 2–0 | Portugal | Bucareste |
|                     |         |     |          |           |

| Pos. | Time            | Pts | J | V | E | D | GP | GC |
| ---- | --------------- | --- | - | - | - | - | -- | -- |
| 1    | Portugal        | 9   | 6 | 4 | 1 | 1 | 9  | 4  |
| 2    | Tchecoslováquia | 7   | 6 | 3 | 1 | 2 | 12 | 4  |
| 3    | Romênia         | 6   | 6 | 3 | 0 | 3 | 9  | 7  |
| 4    | Turquia         | 2   | 6 | 1 | 0 | 5 | 4  | 19 |

- Classificado: Portugal

### UEFA - Grupo 5
| 24 de maio 1964 | Países Baixos | 2–0 | Albânia | Roterdã |
|                 |               |     |         |         |

| 14 de outubro 1964 | Irlanda do Norte | 1–0 | Suíça | Belfast |
|                    |                  |     |       |         |

| 25 de outubro 1964 | Albânia | 0–2 | Países Baixos | Tirana |
|                    |         |     |               |        |

| 14 de novembro 1964 | Suíça | 2–1 | Irlanda do Norte | Lausanne |
|                     |       |     |                  |          |

| 17 de março 1965 | Irlanda do Norte | 2–1 | Países Baixos | Belfast |
|                  |                  |     |               |         |

| 7 de abril 1965 | Países Baixos | 0–0 | Irlanda do Norte | Roterdã |
|                 |               |     |                  |         |

| 11 de abril 1965 | Albânia | 0–2 | Suíça | Tirana |
|                  |         |     |       |        |

| 2 de maio 1965 | Suíça | 1–0 | Albânia | Genebra |
|                |       |     |         |         |

| 7 de maio 1965 | Irlanda do Norte | 4–1 | Albânia | Belfast |
|                |                  |     |         |         |

| 17 de outubro 1965 | Países Baixos | 0–0 | Suíça | Amsterdã |
|                    |               |     |       |          |

| 14 de novembro 1965 | Suíça | 2–1 | Países Baixos | Berna |
|                     |       |     |               |       |

| 24 de novembro 1965 | Albânia | 1–1 | Irlanda do Norte | Tirana |
|                     |         |     |                  |        |

| Pos. | Time             | Pts | J | V | E | D | GP | GC |
| ---- | ---------------- | --- | - | - | - | - | -- | -- |
| 1    | Suíça            | 9   | 6 | 4 | 1 | 1 | 7  | 3  |
| 2    | Irlanda do Norte | 8   | 6 | 3 | 2 | 1 | 9  | 5  |
| 3    | Países Baixos    | 6   | 6 | 2 | 2 | 2 | 6  | 4  |
| 4    | Albânia          | 1   | 6 | 0 | 1 | 5 | 2  | 12 |

- Classificada: Suíça

### UEFA - Grupo 6
| 25 de abril 1965 | Áustria | 1–1 | Alemanha Oriental | Viena |
|                  |         |     |                   |       |

| 23 de maio 1965 | Alemanha Oriental | 1–1 | Hungria | Leipzig |
|                 |                   |     |         |         |

| 13 de junho 1965 | Áustria | 0–1 | Hungria | Viena |
|                  |         |     |         |       |

| 5 de setembro 1965 | Hungria | 3–0 | Áustria | Budapeste |
|                    |         |     |         |           |

| 9 de outubro 1965 | Hungria | 3–2 | Alemanha Oriental | Budapeste |
|                   |         |     |                   |           |

| 31 de Outubro 1965 | Alemanha Oriental | 1–0 | Áustria | Leipzig |
|                    |                   |     |         |         |

| Pos. | Time              | Pts | J | V | E | D | GP | GC |
| ---- | ----------------- | --- | - | - | - | - | -- | -- |
| 1    | Hungria           | 7   | 4 | 3 | 1 | 0 | 8  | 3  |
| 2    | Alemanha Oriental | 4   | 4 | 1 | 2 | 1 | 5  | 5  |
| 3    | Áustria           | 1   | 4 | 0 | 1 | 3 | 1  | 6  |

- Classificada: Hungria

### UEFA - Grupo 7
| 21 de outubro 1964 | Dinamarca | 1–0 | País de Gales | Copenhague |
|                    |           |     |               |            |

| 29 de novembro 1957 | Grécia | 4–2 | Dinamarca | Atenas |
|                     |        |     |           |        |

| 9 de dezembro 1964 | Grécia | 2–0 | País de Gales | Atenas |
|                    |        |     |               |        |

| 17 de março 1965 | País de Gales | 4–1 | Grécia | Cardiff |
|                  |               |     |        |         |

| 23 de maio 1965 | União Soviética | 3–1 | Grécia | Moscou |
|                 |                 |     |        |        |

| 30 de maio 1965 | União Soviética | 2–1 | País de Gales | Moscou |
|                 |                 |     |               |        |

| 27 de junho 1965 | União Soviética | 6–0 | Dinamarca | Moscou |
|                  |                 |     |           |        |

| 3 de outubro 1965 | Grécia | 1–4 | União Soviética | Atenas |
|                   |        |     |                 |        |

| 17 de outubro 1965 | Dinamarca | 1–3 | União Soviética | Copenhague |
|                    |           |     |                 |            |

| 27 de outubro 1965 | País de Gales | 2–1 | União Soviética | Cardiff |
|                    |               |     |                 |         |

| 27 de outubro 1965 | Dinamarca | 1–1 | Grécia | Copenhague |
|                    |           |     |        |            |

| 1 de dezembro 1965 | País de Gales | 4–2 | Dinamarca | Wrexham |
|                    |               |     |           |         |

| Pos. | Time            | Pts | J | V | E | D | GP | GC |
| ---- | --------------- | --- | - | - | - | - | -- | -- |
| 1    | União Soviética | 10  | 6 | 5 | 0 | 1 | 19 | 6  |
| 2    | País de Gales   | 6   | 6 | 3 | 0 | 3 | 11 | 9  |
| 3    | Grécia          | 5   | 6 | 2 | 1 | 3 | 10 | 14 |
| 4    | Dinamarca       | 3   | 6 | 1 | 1 | 4 | 7  | 18 |

- Classificada: União Soviética

### UEFA - Grupo 8
| 21 de outubro 1964 | Escócia | 3–1 | Finlândia | Glasgow |
|                    |         |     |           |         |

| 4 de novembro 1964 | Itália | 6–1 | Finlândia | Gênova |
|                    |        |     |           |        |

| 18 de abril 1965 | Polónia | 0–0 | Itália | Varsóvia |
|                  |         |     |        |          |

| 23 de maio 1965 | Polónia | 1–1 | Escócia | Chorzów |
|                 |         |     |         |         |

| 27 de maio 1965 | Finlândia | 1–2 | Escócia | Helsinque |
|                 |           |     |         |           |

| 23 de junho 1965 | Finlândia | 0–2 | Itália | Helsinque |
|                  |           |     |        |           |

| 26 de setembro 1965 | Finlândia | 2–0 | Polónia | Helsinque |
|                     |           |     |         |           |

| 13 de outubro 1965 | Escócia | 1–2 | Polónia | Glasgow |
|                    |         |     |         |         |

| 24 de outubro 1965 | Polónia | 7–0 | Finlândia | Szczecin |
|                    |         |     |           |          |

| 1 de novembro 1965 | Itália | 6–1 | Polónia | Roma |
|                    |        |     |         |      |

| 9 de novembro 1965 | Escócia | 1–0 | Itália | Glasgow |
|                    |         |     |        |         |

| 7 de dezembro 1965 | Itália | 3–0 | Escócia | Nápoles |
|                    |        |     |         |         |

| Pos. | Time      | Pts | J | V | E | D | GP | GC |
| ---- | --------- | --- | - | - | - | - | -- | -- |
| 1    | Itália    | 9   | 6 | 4 | 1 | 1 | 17 | 3  |
| 2    | Escócia   | 7   | 6 | 3 | 1 | 2 | 8  | 8  |
| 3    | Polónia   | 6   | 6 | 2 | 2 | 2 | 11 | 10 |
| 4    | Finlândia | 2   | 6 | 1 | 0 | 5 | 5  | 20 |

- Classificada: Itália

### UEFA - Grupo 9
A  Síria desistiu em solidariedade às equipes africanas que desistiram em protesto ao número de vagas.
| 5 de maio 1965 | Irlanda | 1–0 | Espanha | Dublin |
|                |         |     |         |        |

| 27 de outubro 1965 | Espanha | 4–1 | Irlanda | Sevilha |
|                    |         |     |         |         |

| Pos. | Time    | Pts | J | V | E | D | GP | GC |
| ---- | ------- | --- | - | - | - | - | -- | -- |
| 1=   | Irlanda | 2   | 2 | 1 | 0 | 1 | 2  | 4  |
| 1=   | Espanha | 2   | 2 | 1 | 0 | 1 | 4  | 2  |

Irlanda e Espanha empataram nos pontos e um jogo desempate foi jogado em campo neutro para definir quem ficaria com a vaga. A partida seria inicialmente jogada em Londres, onde seria ideal para a Irlanda uma vez que há um grande número de imigrantes irlandeses na Inglaterra, mas as federações espanhola e irlandesa depois entraram em acordo e o jogo foi movido para Paris. O que acabou sendo vantajoso para os espanhóis pois o Stade Olympique de Colombes era mais próximo da torcida espanhola.
| 10 de novembro 1965 | Espanha | 1–0 | Irlanda | Paris |
|                     |         |     |         |       |

- Classificada: Espanha

## América do Sul
Os 9 times foram divididos em 3 grupos com 3 times em cada e se enfrentariam em jogos de ida e volta. O campeão do grupo se classificaria.

### CONMEBOL - Grupo 1
| 16 de maio 1965 | Peru | 1–0 | Venezuela | Lima |
|                 |      |     |           |      |

| 23 de maio 1965 | Uruguai | 5–0 | Venezuela | Montevidéu |
|                 |         |     |           |            |

| 30 de maio 1965 | Venezuela | 1–3 | Uruguai | Caracas |
|                 |           |     |         |         |

| 2 de junho 1965 | Venezuela | 3–6 | Peru | Caracas |
|                 |           |     |      |         |

| 2 de junho 1965 | Peru | 0–1 | Uruguai | Lima |
|                 |      |     |         |      |

| 13 de junho 1965 | Uruguai | 2–1 | Peru | Montevidéu |
|                  |         |     |      |            |

| Pos. | Time      | Pts | J | V | E | D | GP | GC |
| ---- | --------- | --- | - | - | - | - | -- | -- |
| 1    | Uruguai   | 8   | 4 | 4 | 0 | 0 | 11 | 2  |
| 2    | Peru      | 4   | 4 | 2 | 0 | 2 | 8  | 6  |
| 3    | Venezuela | 0   | 4 | 0 | 0 | 4 | 4  | 15 |

- Classificado: Uruguai

### CONMEBOL - Grupo 2
| 20 de julho 1965 | Colômbia | 0–1 | Equador | Barranquilla |
|                  |          |     |         |              |

| 25 de julho 1965 | Equador | 2–0 | Colômbia | Guayaquil |
|                  |         |     |          |           |

| 1 de agosto 1965 | Chile | 7–2 | Colômbia | Santiago |
|                  |       |     |          |          |

| 7 de agosto 1965 | Colômbia | 2–0 | Chile | Barranquilla |
|                  |          |     |       |              |

| 15 de agosto de 1965 | Equador                    | 2 – 2 | Chile                   | Estádio Modelo, Guaiaquil                               |
|                      | Spencer 15' · Raymondi 85' |       | Campos 39' · Prieto 57' | Público: 50 041 Árbitro: BRA Eunápio Gouveia de Queiroz |

| 22 de agosto de 1965 | Chile                                          | 3 – 1 | Equador     | Estádio Nacional, Santiago                      |
|                      | Sánchez 11' (pen) · Marcos 61' · Fouilloux 75' |       | Spencer 36' | Público: 70 602 Árbitro: URU Jose Maria Codesal |

| Pos. | Seleção  | P | J | V | E | D | GP | GC | SG |
| ---- | -------- | - | - | - | - | - | -- | -- | -- |
| 1=   | Chile    | 5 | 4 | 2 | 1 | 1 | 12 | 7  | +5 |
| 1=   | Equador  | 5 | 4 | 2 | 1 | 1 | 6  | 5  | +1 |
| 3    | Colômbia | 2 | 4 | 1 | 0 | 3 | 4  | 10 | −6 |

Chile e Equador empataram nos pontos e um jogo desempate foi jogado em campo neutro para definir quem ficaria com a vaga.
| 12 de outubro de 1965 | Chile                    | 2 – 1 | Equador   | Estádio Nacional, Lima                          |
|                       | Sánchez 12' · Marcos 39' |       | Gómez 89' | Público: 44 864 Árbitro: ARG Roberto Goicoechea |

- Classificado: Chile

### CONMEBOL - Grupo 3
| 25 de julho 1965 | Paraguai | 2–0 | Bolívia | Assunção |
|                  |          |     |         |          |

| 1 de agosto 1965 | Argentina | 3–0 | Paraguai | Buenos Aires |
|                  |           |     |          |              |

| 8 de agosto 1965 | Paraguai | 0–0 | Argentina | Assunção |
|                  |          |     |           |          |

| 17 de agosto 1965 | Argentina | 4–1 | Bolívia | Buenos Aires |
|                   |           |     |         |              |

| 22 de agosto 1965 | Bolívia | 2–1 | Paraguai | La Paz |
|                   |         |     |          |        |

| 29 de agosto 1965 | Bolívia | 1–2 | Argentina | La Paz |
|                   |         |     |           |        |

| Pos. | Time      | Pts | J | V | E | D | GP | GC |
| ---- | --------- | --- | - | - | - | - | -- | -- |
| 1    | Argentina | 7   | 4 | 3 | 1 | 0 | 9  | 2  |
| 2    | Paraguai  | 3   | 4 | 1 | 1 | 2 | 3  | 5  |
| 3    | Bolívia   | 2   | 4 | 1 | 0 | 3 | 4  | 9  |

- Classificada: Argentina

## América do Norte, América Central e Caribe
A FIFA rejeitou a inscrição da  Guatemala. Foram jogadas duas fases:
- Primeira Fase: Os 9 times restantes foram divididos em 3 grupos com 3 times cada que se enfrentariam em jogos de ida e volta. Os campeões de grupo avançariam à Fase Final.
- Fase Final: Os 3 times se enfrentariam em ida e volta. O vencedor se classificaria.

### CONCACAF - Primeira Fase

#### Grupo 1
| 28 de fevereiro 1965 | Honduras | 0–1 | México | San Pedro Sula |
|                      |          |     |        |                |

| 4 de março 1965 | México | 3–0 | Honduras | Cidade do México |
|                 |        |     |          |                  |

| 7 de março 1965 | Estados Unidos | 2–2 | México | Los Angeles |
|                 |                |     |        |             |

| 12 de março 1965 | México | 2–0 | Estados Unidos | Cidade do México |
|                  |        |     |                |                  |

| 17 de julho 1965 | Honduras | 0–1 | Estados Unidos | San Pedro Sula |
|                  |          |     |                |                |

| 21 de março 1965 | Estados Unidos | 1–1 | Honduras | Tegucigalpa |
|                  |                |     |          |             |

Essa partida se realizou em Honduras ao invés dos EUA.
| Pos. | Time           | Pts | J | V | E | D | GP | GC |
| ---- | -------------- | --- | - | - | - | - | -- | -- |
| 1    | México         | 7   | 4 | 3 | 1 | 0 | 8  | 2  |
| 2    | Estados Unidos | 4   | 4 | 1 | 2 | 1 | 4  | 5  |
| 3    | Honduras       | 1   | 4 | 0 | 1 | 3 | 1  | 6  |

O México avança à Fase Final.

#### Grupo 2
Todas as partidas das Antilhas Neerlandesas na condição de mandante foram jogadas em campo neutro.
| 16 de janeiro 1965 | Jamaica | 2–0 | Cuba | Kingston |
|                    |         |     |      |          |

| 20 de janeiro 1965 | Antilhas Neerlandesas | 1–1 | Cuba | Kingston |
|                    |                       |     |      |          |

| 23 de janeiro 1965 | Jamaica | 2–0 | Antilhas Neerlandesas | Kingston |
|                    |         |     |                       |          |

| 30 de janeiro 1965 | Cuba | 0–1 | Antilhas Neerlandesas | Havana |
|                    |      |     |                       |        |

| 3 de fevereiro 1965 | Antilhas Neerlandesas | 0–0 | Jamaica | Havana |
|                     |                       |     |         |        |

| 7 de fevereiro 1965 | Cuba | 2–1 | Jamaica | Havana |
|                     |      |     |         |        |

| Pos. | Time                  | Pts | J | V | E | D | GP | GC |
| ---- | --------------------- | --- | - | - | - | - | -- | -- |
| 1    | Jamaica               | 5   | 4 | 2 | 1 | 1 | 5  | 2  |
| 2    | Antilhas Neerlandesas | 4   | 4 | 1 | 2 | 1 | 2  | 3  |
| 3    | Cuba                  | 3   | 4 | 1 | 1 | 2 | 3  | 5  |

A Jamaica avança à Fase Final

#### Grupo 3
| 7 de fevereiro 1965 | Trinidad e Tobago | 4–1 | Guiana Neerlandesa | Porto Espanha |
|                     |                   |     |                    |               |

| 12 de fevereiro 1965 | Costa Rica | 1–0 | Guiana Neerlandesa | San José |
|                      |            |     |                    |          |

| 21 de fevereiro 1965 | Costa Rica | 4–0 | Trinidad e Tobago | San José |
|                      |            |     |                   |          |

| 28 de fevereiro 1965 | Guiana Neerlandesa | 1–3 | Costa Rica | Paramaribo |
|                      |                    |     |            |            |

| 7 de março 1965 | Trinidad e Tobago | 0–1 | Costa Rica | Porto Espanha |
|                 |                   |     |            |               |

| 14 de março 1965 | Guiana Neerlandesa | 6–1 | Trinidad e Tobago | Paramaribo |
|                  |                    |     |                   |            |

| Pos. | Time               | Pts | J | V | E | D | GP | GC |
| ---- | ------------------ | --- | - | - | - | - | -- | -- |
| 1    | Costa Rica         | 8   | 4 | 4 | 0 | 0 | 9  | 1  |
| 2    | Guiana Neerlandesa | 2   | 4 | 1 | 0 | 3 | 8  | 9  |
| 3    | Trinidad e Tobago  | 2   | 4 | 1 | 0 | 3 | 5  | 12 |

A Costa Rica avança à Fase Final

### CONCACAF - Fase Final
| 24 de abril de 1965 | Costa Rica | 0 – 0  | México | Estádio Nacional, San José                                                                |
|                     |            | Súmula |        | Árbitro: Raymond Morgan Auxiliar 1: Fernando Buergo Elcuaz Auxiliar 2: Martin Araya Muñoz |

| 3 de maio de 1965 | Jamaica                 | 2 – 3  | México                                    | Kingston Independence Park, Kingston                                                 |
|                   | Welsh 11' · Barlett 36' | Súmula | Padilla 13' · Cisneros 71' · Jauregui 81' | Árbitro: Jorge Méndez Montes Auxiliar 1: Romulo Estrada Auxiliar 2: Juan Jose Corado |

| 7 de maio de 1965 | México                                                                  | 8 – 0  | Jamaica | Olímpico Universitário, Cidade do México                                      |
|                   | Cisneros 17', 89' · Fragoso 20', 70' · Díaz 32', 41', 90' · Padilla 67' | Súmula |         | Árbitro: Rodolfo Navarro Auxiliar 1: Juan Mercado Auxiliar 2: Honorato Molina |

| 12 de maio de 1965 | Costa Rica                                                            | 7 – 0  | Jamaica | Estádio Nacional, San José                                                 |
|                    | Jímenez 40' · Daniels 54', 85' · Quirós 63', 77', 88' · Hernandes 73' | Súmula |         | Árbitro: Richard Giebner Auxiliar 1: Juan Mercado Auxiliar 2: José Urtecho |

| 16 de maio de 1965 | México       | 1 – 0  | Costa Rica | Olímpico Universitário, Cidade do México                                                  |
|                    | Cisneros 16' | Súmula |            | Árbitro: Raymond Morgan Auxiliar 1: Alfonso Bernavides Auxiliar 2: Fernando Buergo Elcuaz |

| 22 de maio de 1965 | Jamaica | 1 – 1 | Costa Rica | Kingston         |
|                    | Welsh   |       | Quirós     | Árbitro: Carcamo |

| Pos. | Time       | Pts | J | V | E | D | GP | GC |
| ---- | ---------- | --- | - | - | - | - | -- | -- |
| 1    | México     | 7   | 4 | 3 | 1 | 0 | 12 | 2  |
| 2    | Costa Rica | 4   | 4 | 1 | 2 | 1 | 8  | 2  |
| 2    | Jamaica    | 1   | 4 | 0 | 1 | 3 | 3  | 19 |

- Classificado: México

## África e Ásia
A FIFA rejeitou as entradas de  Congo e  Filipinas. Os times africanos competiriam por 3 vagas na Fase Final em duas fases, enquanto os times asiáticos competiriam por uma vaga na Fase Final disputando um torneio em campo neutro. O vencedor da Fase Final se classificaria.

### CAF - Primeira Fase

#### Grupo 1
Gana e  Guiné desistiram em protesto ao arranjo das vagas.

#### Grupo 2
Sudão e  Camarões desistiram em protesto ao arranjo das vagas.

#### Grupo 3
Tunísia,  Argélia e  Libéria desistiram em protesto ao arranjo das vagas.

#### Grupo 4
Marrocos,  Senegal e  Mali desistiram em protesto ao arranjo das vagas.

#### Grupo 5
Etiópia e  Gabão desistiram em protesto ao arranjo das vagas.

#### Grupo 6
República Árabe Unida,  Líbia e  Nigéria desistiram em protesto ao arranjo das vagas.

### CAF - Segunda Fase
As partidas seriam: vencedor do Grupo 1 contra vencedor do Grupo 5, vencedor do Grupo 2 contra vencedor do Grupo 4 e vencedor do Grupo 3 contra vencedor do Grupo 6. Porém, nenhuma partida foi realizada em razão da desistência de todas as equipes africanas.

### AFC - Primeira Fase
A  África do Sul foi suspensa pela FIFA em razão do apartheid. A  Coreia do Sul desistiu em protesto da mudança da sede do torneio do Japão para o Camboja.
| 21 de novembro 1965 | Coreia do Norte                                                                                   | 6 – 1  | Austrália            | Olímpico, Phnom Penh                                                       |
|                     | Pak Doo-Ik 15' · Pak Seung-Zin 54' · Im Seung-Hwi 58' · Han Bong-Zin 65', 88' · Pak Seung-Zin 80' | Súmula | Scheinflug 70' (pen) | Árbitro: Patrick Nice Auxiliar 1: Sun Luk Tat Auxiliar 2: Gregory de Silva |

| 24 de novembro 1965 | Austrália      | 1 – 3  | Coreia do Norte                           | Olímpico, Phnom Penh                                                       |
|                     | Schienflug 15' | Súmula | Kim Seung-Il 18', 78' · Pak Seung-Zin 53' | Árbitro: Gregory de Silva Auxiliar 1: Patrick Nice Auxiliar 2: Sun Luk Tat |

| Pos. | Time            | Pts      | J        | V        | E        | D        | GP       | GC       |          |
| ---- | --------------- | -------- | -------- | -------- | -------- | -------- | -------- | -------- | -------- |
| 1    | Coreia do Norte | 4        | 2        | 2        | 0        | 0        | 9        | 2        |          |
| 2    | Austrália       | 0        | 2        | 0        | 0        | 2        | 2        | 9        |          |
| -    | África do Sul   | Banida   | Banida   | Banida   | Banida   | Banida   | Banida   | Banida   | Banida   |
| -    | Coreia do Sul   | Desistiu | Desistiu | Desistiu | Desistiu | Desistiu | Desistiu | Desistiu | Desistiu |

A Coréia do Norte avança à Fase Final.

### CAF / AFC - Fase Final
Em razão da desistência de todas as equipes africanas, a Coréia do Norte classificou-se automaticamente.

## Times classificados
| Time               | Participação | Part. Consecutiva | Última Aparição |
| ------------------ | ------------ | ----------------- | --------------- |
| Alemanha Ocidental | 6ª           | 4                 | 1962            |
| Argentina          | 5ª           | 3                 | 1962            |
| Brasil (c)         | 8ª           | 8                 | 1962            |
| Bulgária           | 2ª           | 2                 | 1962            |
| Chile              | 4ª           | 2                 | 1962            |
| Coreia do Norte    | 1ª           | 1                 | -               |
| Espanha            | 4ª           | 2                 | 1962            |
| França             | 6ª           | 1                 | 1958            |
| Hungria            | 6ª           | 4                 | 1962            |
| Inglaterra (s)     | 5ª           | 5                 | 1962            |
| Itália             | 6ª           | 2                 | 1962            |
| México             | 6ª           | 5                 | 1962            |
| Portugal           | 1ª           | 1                 | -               |
| Suíça              | 6ª           | 2                 | 1962            |
| União Soviética    | 3ª           | 3                 | 1962            |
| Uruguai            | 5ª           | 3                 | 1962            |

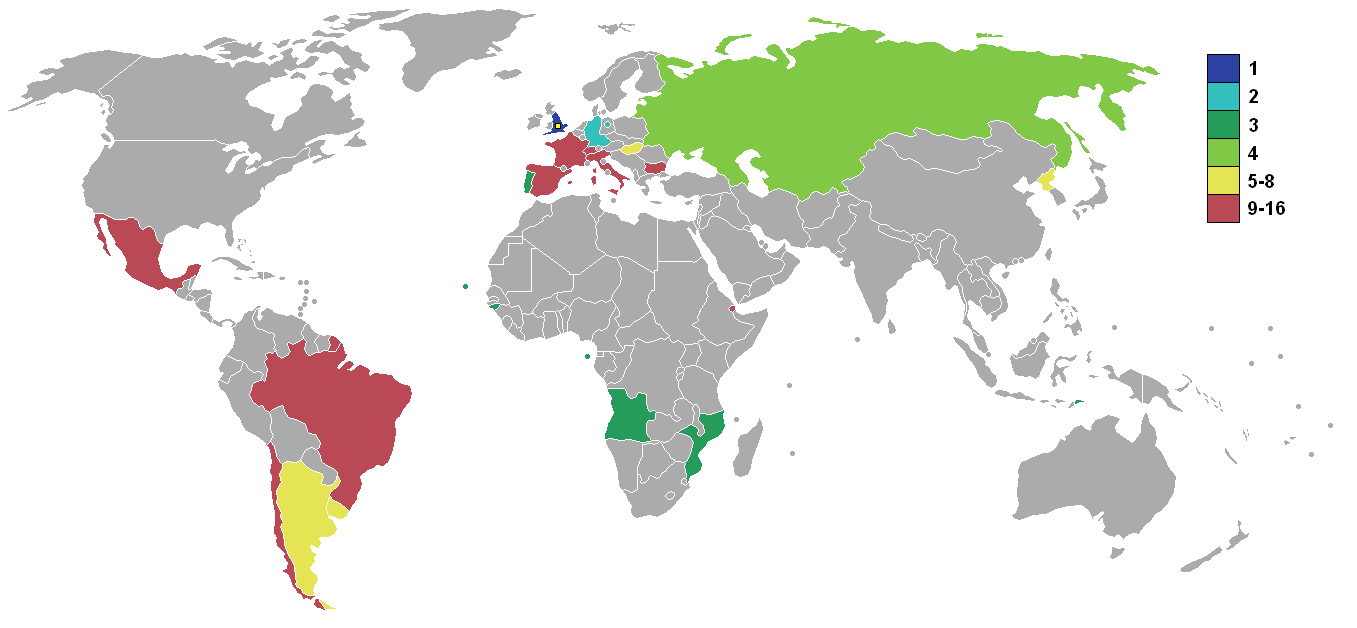
Países classificados

(s) - classificado automaticamente como país-sede

(c) - classificado automaticamente como defensor do título